# Uríbarri (distrito)
Uríbarri (en euskera y oficialmente Uribarri) es el distrito 2 correspondiente a las divisiones administrativas de Bilbao (España). Se divide en los barrios de Castaños, Matico-Ciudad Jardín, Uríbarri y Zurbaran-Arabella.
Durante muchos años, Uríbarri fue una zona de caseríos desperdigados dependientes de la anteiglesia de Begoña, siendo sus tierras anexionadas a Bilbao en 1925 junto con el resto de Begoña. Actualmente, tras la urbanización derivada de la industrialización en los años 60, muchas de sus calles han adoptado nombres de antiguos caseríos; por ejemplo, la calle Trauko proviene de un caserío ubicado en esta zona denominado Trauku.

## Deportes
El equipo de fútbol local es el S.D.Moraza, equipo centenario (fundado en 1925) que recibe su nombre por los precursores del club que se juntaban a jugar en la Plaza Moraza que se ubica en el barrio de Matiko.
Tiene un equipo de fútbol sala en la segunda división territorial, el ZetaBarri F.K. Es un club muy representativo de la gente del barrio que además de jugar llevan a cabo acciones sociales en favor de la clase obrera del barrio.

## Cultura
Uríbarri da nombre a una de las comparsas pioneras de la Semana Grande de Bilbao, fundada en 1978. Está compuesta principalmente por vecinos del barrio y se encarga de dinamizar la actividad cultural y festiva, tanto a nivel local como de barrio.

## Puntos de interés
- Ayuntamiento de Bilbao.
- Edificio de Uribarri Eskola.
- Funicular de Archanda.
- "La Pinza" de Uríbarri
- Mirador de Archanda.
- "Giltza bat".

## Transporte público
- Línea 3 metro de Bilbao con las estaciones de Matiko, Uribarri y Zurbaranbarri
- Bilbobus: líneas por Uribarri:

| Línea | Recorrido                      | Frecuencia (minutos)                    |
| ----- | ------------------------------ | --------------------------------------- |
| 03    | Plaza Biribila - Otxarkoaga    | 10                                      |
| 13    | San Inazio - Txurdínaga        | 15                                      |
| 22    | Sarrikue - Atxuri              | 15 (cada 12 min de 12:30 a 15:00 horas) |
| 28    | Uribarri - Altamira            | 20                                      |
| 27    | Arabella - Betolatza           | 15                                      |
| 30    | Txurdínaga - Miribilla         | 15                                      |
| 38    | Otxarkoaga - Intermodal        | 15                                      |
| 40    | La Peña - Plaza Biribila       | 20                                      |
| 48    | Santutxu - Lezeaga             | 20                                      |
| 62    | Sagrado Corazón - Arabella     | 20                                      |
| 72    | Larraskitu - Castaños          | 15                                      |
| A1    | Asunción - Plaza Biribila      | 60                                      |
| A5    | Prim - Plaza Biribila          | 30                                      |
| A7    | Artxanda - Arenal              | 60                                      |
| A9    | Hospital Santa Marina - Abando | 60                                      |
| G1    | Arabella - Plaza Biribila      | 60                                      |
| G2    | Otxarkoaga - Plaza Biribila    | 30                                      |